# Quand l'amour manœuvre
Pour plus de détails, voir Fiche technique et Distribution.
Quand l’amour manœuvre (titre original : Something for the Boys) est une comédie musicale américaine en Technicolor réalisé par Lewis Seiler, sortie en 1944.
Il s'agit d'une adaptation de la comédie musicale de Broadway du même nom (1943) dans laquelle Ethel Merman jouait le rôle de Blossom, et qui comprenait des chansons de Cole Porter.

## Synopsis
Pendant la Seconde Guerre mondiale, Chiquita Hart et ses cousins germains Harry et Blossom Hart, héritent d'une propriété à Masonville, en Géorgie. La résidence est en ruine et pleine de dettes. Le renommé sergent et chef d'orchestre Ronald Fulton loue la propriété aux épouses des soldats de l'armée car il aide Chiquita et ses cousins à restaurer la propriété. Ronald commence à sortir avec Blossom, bien qu'il soit fiancé à Melanie Walker. Ils produisent tous les deux un spectacle musical qui devient un hit…

## Fiche technique
- Titre français : Chiquita
- Titre belge francophone : Pour nos gars en uniforme
- Titre original : Something for the Boys
- Réalisation : Lewis Seiler
- Scénario : Robert Ellis, Helen Logan, Frank Gabrielson, écrit par Herbert Fields et Dorothy Fields
- Photographie : Ernest Palmer
- Montage : Robert L. Simpson
- Musique : Leigh Harline, Cyril J. Mockridge
- Producteur : Irving Starr
- Société de production et de distribution : Twentieth Century-Fox
- Pays d'origine : États-Unis
- Format : couleur (Technicolor)  - 35 mm - 1,37:1 - son Mono (Western Electric Recording)
- Genre : Comédie, film musical, fantastique
- Durée : 87 min
- Dates de sortie : 
  - États-Unis :  1er novembre 1944
  - France : 15 mars 1946

## Distribution
- Carmen Miranda : Chiquita Hart
- Michael O'Shea : Sergent Ronald 'Rocky' Fulton
- Vivian Blaine : Blossom Hart
- Phil Silvers : Harry Hart
- Sheila Ryan : Melanie Walker
- Perry Como : Sergent Laddie Green
- Glenn Langan : Lieutenant Ashley Crothers
- Thurston Hall : Colonel Jefferson L. Calhoun
- June Haver : Chorine

## Galerie de photos

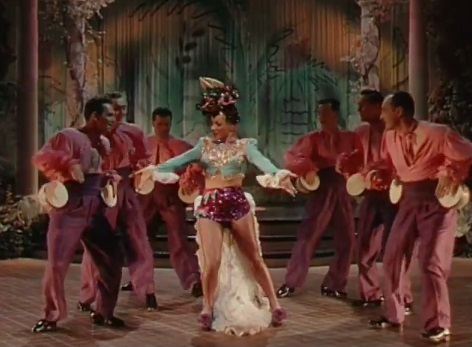
Carmen Miranda
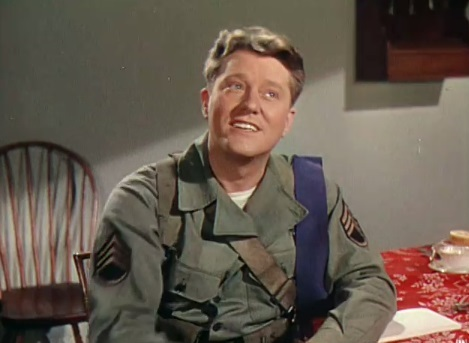
Michael O'Shea
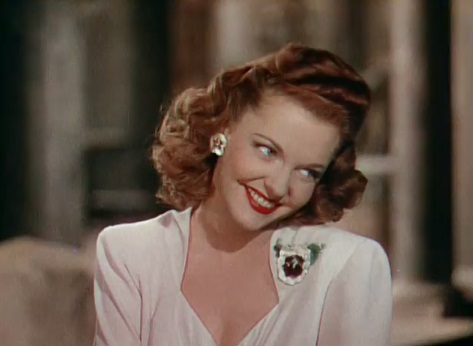
Vivian Blaine
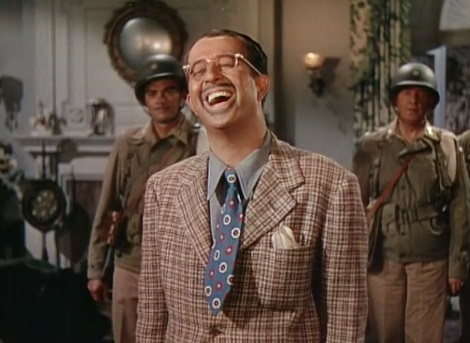
Phil Silvers
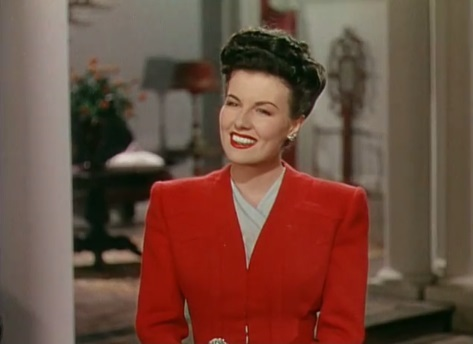
Sheila Ryan
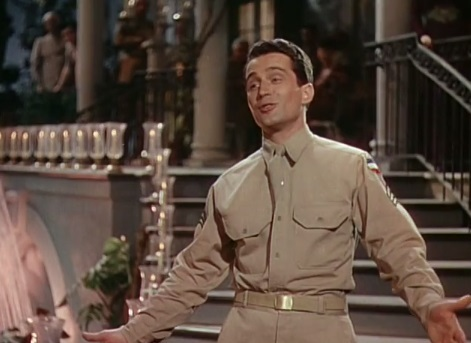
Perry Como